# Biały delfin
Biały delfin (wł. Palla di neve) – włoska komedia familijno-przygodowa z 1995 roku w reżyserii Maurizia Nichettiego. Zdjęcia kręcono na greckiej wyspie Santorini.

## Obsada
- Paolo Villaggio – Billy Bolla
- Alessandro Haber – Marcov
- Anna Falchi – Elena
- Fabiano Vagnarelli – Theo
- Monica Bellucci – Melina
- Leo Gullotta – Sidik
- Angelo Orlando – agent teatralny
- Dong Mei Xiao – dziewczyna Marcova
- Pietro Ghislandi – brzuchomówca
- Néstor Garay – kapitan[2]